# 플로렌스 로버츠
플로렌스 로버츠(Florence Roberts, 1861년 3월 16일 ~ 1940년 6월 6일)는 미국의 배우, 연극 배우, 영화 배우이다.

## 영화
- 에밀 졸라의 생애 (1937년)
- 에브리 나잇 앤 에이트 (1935년)
- 톱 햇 (1935년)
- 미스 페인스 베이비 (1934년)
- 스튜던트 투어 (1934년)
- 장난감 나라 (1934년)
- 클레오파트라 (1934년)
- 토치 싱어 (1933년)
- 멜로디 크루즈 (1933년)
- 허 매제스티, 러브 (1931년)